# Свердловская набережная
Свердло́вская на́бережная — одна из основных магистралей вдоль правого берега реки Невы. Располагается в Калининском и Красногвардейском районах Санкт-Петербурга. Проходит от Арсенальной улицы до реки Охты.

## Название
Первоначально, с 16 апреля 1887 года, набережная называлась Полю́стровской (в оригинальном написании — Палюстровская) — по Полюстрову, и проходила от Арсенальной улицы до нынешнего Пискарёвского проспекта. Имя Свердловская — в честь Я. М. Свердлова — ей дали 8 мая 1938 года , поскольку набережная проходила вдоль разрушенного в 2000-е годы станкостроительного завода его имени (до 1922 г. — машиностроительный завод «Феникс», с 1965 г. — Станкостроительное объединение имени Свердлова).
В 2008 году православная общественность обратилась к губернатору города с просьбой убрать из названия набережной имя Свердлова и вернуть ей прежнее название — Полюстровская. Член Топонимической комиссии А. Д. Ерофеев тогда высказал мнение, что говорить о возвращении исторического имени в данном случае нельзя, поскольку за годы своего существования Свердловская набережная увеличилась в несколько раз. На заседании 30 мая 2016 года топонимическая комиссия большинством голосов одобрила переименование, но оно так и не состоялось.

## История
Свердловская набережная находится в излучине Невы, где течение реки ускоряется и подмывает её высокий правый берег. Сочетание слабых грунтов и больших скоростей течения делает состояние берега неустойчивым. Первое укрепление набережной посредством каменной наброски было осуществлено лишь в 1925—1928 годах по проекту инженера Б. Д. Васильева. В 1927 году часть набережной осела на 2,5 метра и сместилась на 3 метра к реке из-за оползня; в дальнейшем оползни также случались, из-за чего здесь было отменено трамвайное движение.
Самый опасный участок набережной — от Арсенальной улицы до улицы Ватутина. Он благоустраивался в 1978—1989 годах по проекту инженера Л. Н. Соболева. Основанием набережной служит высокий ростверк из свай-оболочек диаметром 600 мм и длиной 30 м. Береговой ряд свай — сплошной с обратным фильтром. Тем не менее в 1980 и 1983 годах происходило обрушение набережной. С момента ввода в эксплуатацию последнего участка за ним ведется геодезическое наблюдение, но на конец XX века отмечалось, что состояние набережной стабилизировакно.
14 августа 1958 года набережную юридически продолжили до Большой Пороховской улицы, включив в её состав часть Большеохтинского проспекта. 5 июля 1971 года её юридически продолжили до устья реки Охты. Этот участок ещё с XVIII века носил историческое название Охтинская набережная (по названию реки и Охтинских поселений при судостроительной верфи). После постройки Малоохтинского моста набережная была продлена до Большеохтинского моста.
В 1960 году «Ленпроект» объявил внутренний конкурс на застройку «набережной Большой Охты». Будущий комплекс рассматривался как пилотный проект придания реке в этой части благородного вида. В конкурсе приняли участие С. Б. Сперанский, Д. С. Гольдгор, А. К. Барутчев, А. В. Васильев; рецензентом выступил Дмитрий Барагин, дальнейшая разработка была поручена команде Александра Васильева. Несмотря на отдалённость от Смольного собора, находящегося на другом берегу Невы, одной из решаемых задач был отказ от того, чтобы затмить его как высотную доминанту. В проектировании комплекса использован контраст длинных домов и башен-точек; но башни невысокие и отодвинуты на заднюю границу квартала. Причём по сравнению с первыми версиями этажность была понижена с 9 до 8 этажей в длинных домах и с 16 до 13 этажей в башнях, однако одновременно с этим была повышена плотность застройки. Единство восприятия комплекса обеспечивает его подъём на холм, с ландшафтом комплекс связан двухъярусными дворами с террасами, спусками, мостиками и подпорными стенками. Свердловская набережная стала первым советским многоуровневым пешеходным наземным пространством, хотя не было сделано разведение потоков машин и пешеходов.
В ансамбле построены шесть длинных домов в два ряда и две башни. Длинные дома собраны из секций по 10 квартир с одним лифтом на секцию и с балконами на углах, в башнях квартиры двухкомнатные с балконами по всему периметру здания. При строительстве была также создана набережная с широким проездом, укрепленная высокой гранитной стенкой с гранитным парапетом длиной 1274 метра. Вдоль набережной был устроен просторный прогулочный сквер с газонами.
Планировалось создание площади по оси Смольного собора с типовым кинотеатром и «Дворцом счастья», но идея не была реализована. С северной стороны комплекса планировалось строительство гостиницы-акцента композиции, на возможном месте которой в 2004 году был построен ЖК «Платинум», обладающий низкими архитектурными достоинствами.
Нынешняя длина набережной сформировалась 14 августа 2007 года. В этот день на карте города появилась Малоохтинская набережная, в состав которой включили участок Свердловской набережной от реки Охты до Красногвардейской площади.

## Дорожные сооружения
В 1964 году был устроен пирс напротив Ленинградского металлического завода, к нему из цеха протянули железную дорогу, а на пересечении с проезжей частью обустроили переезд. Пирс и переезд потребовались для транспортировки гидротурбин из цеха на баржи. В 1990-х годах переезд демонтировали, но, по данным на 2022 год, АО «Силовые машины» (владелец завода) по-прежнему использует пирс. Сам пирс делает невозможным транзитный проход и проезд по нижнему уровню Свердловской набережной.
В 1970 году был построен участок гранитной стенки Свердловской набережной от реки Охты до Пискарёвского проспекта, в 1988 году — от Пискарёвского проспекта до Арсенальной улицы. Он ступенчатый: по верхнему уровню ездят машины, на нижнем устроен тротуар. В ходе реконструкции была изменена трасса дороги у перекрестка с улицей Ватутина; историческая часть трассы, на которую выходят дореволюционные дома, сохраняется и используется для парковки.
В 2024 году были устроены два дополнительных спуска с верхней набережной к нижней — лестничный и пандус; оба расположились у перекрестка с Пискарёвским проспектом.

## Адреса
- Дом № 12 — деревянный особняк И. А. Шарлье, перестроенный в 1849 году из здания XVIII века. Шарлье был консулом Бельгии, служил управляющим на заводе Розенкранца[17]. В д. 12 расположен завод «Красный выборжец».
- Дом № 22 — дача Дурново: 1780-е гг., арх. Н. А. Львов; 1 четверть XIX в., арх. А. А. Михайлов; 1870 г., арх. Л. Ф. Фонтана
- Дом № 34 — производственные здания пивоваренного завода «Новая Бавария». 1889 г., арх. Ф. Б. Нагель. С 1992 года здания и земельный участок приватизированы в составе ЗАО «Игристые вина».
- Дом № 40 — Дача Безбородко (усадьба Кушелева-Безбородко, «Кушелева дача») — усадьба и парковый ансамбль, архитекторы Джакомо Кваренги, Н. А. Львов. До начала XX века в парке находились аллея скульптур, искусственные руины, грот и статуя Екатерины II[18]. За зданием дачи в 1901 году по проекту архитектора А. В. Кащенко была построена церковь Пантелеимона целителя[19].
- Дом № 44 — на этом месте до 2009 года стояло четырёхэтажное здание механического завода акционерного общества «Промет». Завод был основан в 1915 году и занимался выпуском вооружения: здесь выпускали мины и бомбы, миномёты, прожекторы и прожекторные станции. Главное здание заводоуправления было построено по проекту архитектора Федора Тейхмана в стиле модерн[20]. В начале 2000-х главный дом начали надстраивать дополнительными этажами, однако проект был заморожен[21]. В 2009 году здание снесли[22], на его месте к 2013 был построен бизнес-центр[23][24].
- Дом № 46 (Пискарёвский проспект, 1—3) — производственные здания и казарма Охтинской бумагопрядильной мануфактуры. Построены архитектором Р. H. фон Генрихсеном в 1852—1854 годах[25], перестраивались В. В. Шаубом в 1900-е годы. В 2007 году начат снос зданий со стороны двора[26]. В 2012—2017 годах на территории мануфактуры построен жилой комплекс «Четыре горизонта». Сохранена водонапорная башня Охтинской бумагопрядильной мануфактуры, которая теперь находится на закрытой внутренней территории ЖК[27].